# Jujia biyong shilei quanji
Das chinesische Buch Jujia biyong shilei quanji (chinesisch 居家必用事类全集 – „Vollständige Sammlung wichtiger Fertigkeiten für den Haushalt“) ist anonym erschienen. Dieses Werk wird in der Yongle-Enzyklopädie aus der Anfangszeit der Yongle-Regierungsperiode (1402–1424) der Ming-Dynastie wiederholt zitiert. Daher wird seine Fertigstellung ungefähr in die Endzeit der mongolischen Fremdherrschaft der Yuan-Dynastie datiert.
Das gesamte Werk umfasst zehn Bände (juan), es ist nach den zehn Himmelsstämmen (chinesisch 天干 tiāngān) unterteilt. Der sechste (jǐjí 己集) und siebte Abschnitt (gēngjí 庚集) enthält Materialien zur Geschichte der chinesischen Ess- und Trinkkultur und ist für die Kenntnis der Ess- und Trinkkultur der verschiedenen Volksgruppen der Mongolen-Zeit sehr wertvoll. Später wurde das meiste daraus in dem Werk Duo neng bi shi (多能鄙事; „Leicht gemachte Routinearbeiten“) von Liu Ji 刘基 (1311–1375) verwendet, einem Beamten aus der Frühzeit der Ming-Dynastie, das ebenfalls eine wichtige Quelle zur Geschichte der chinesischen Ess- und Trinkkultur darstellt.
Ein fotolithografischer Nachdruck eines Holzplattendrucks aus der Jiajing-Regierungsepoche der Ming-Zeit ist als Band 61 der Bücherreihe Beijing tushuguan guji zhenben congkan 1988 in Peking erschienen. Das Buch ist auch in den Bücherreihen Chugoku shokkei sosho und Zhongguo pengren guji congkan zur chinesischen Ess- und Trinkkultur enthalten.